# Henny Trundt
Henriette Trundt (* 29. August 1897 in Worms; † 29. Juni 1998 in Bad Neuenahr) war eine deutsche Opernsängerin (Sopran).

## Leben
Henny Trundt war eine Gesangsschülerin von Rudolf von Milde und von Mathilde Mallinger. Sie gab ihr Debüt als Sopranistin 1919 in Mainz, ging dann nach Köln, wo sie bis 1933 blieb. Während ihrer Kölner Zeit gastierte sie 1927 und 1928 bei den Bayreuther Festspielen, sang 1929 in Paris und trat ebenso in Amsterdam, Berlin, Stockholm, Monte-Carlo, Mailand und in Madrid auf. Von 1933 bis 1939 war sie an der Frankfurter Oper engagiert. Ihre bedeutendsten Rollen waren: Brünnhilde (Der Ring des Nibelungen), Isolde (Tristan und Isolde), Kundry (Parsifal), Färberin (Die Frau ohne Schatten), Marschallin (Der Rosenkavalier), Leonore (Fidelio), Amelia (Ein Maskenball), Sieglinde (Die Walküre), Berthalda (Undine), Fricka.
Die letzten vier Jahre ihrer Gesangskarriere absolvierte sie in Duisburg. Ihren Lebensabend verbrachte Henny Trundt in einem Altersheim in Bad Neuenahr, dort war sie allerdings nur als Frau Caesar (sie war mit einem Herrn Caesar verheiratet) bekannt.